# チン・チョウン
チン・チョウン（クメール語: ឈិន ឈឿន、1992年9月10日 - ）は、カンボジアの元サッカー選手。元カンボジア代表。現役時代のポジションはFW。

## クラブ歴
プノンペン出身で、国防省FCの下部組織からトップチームに昇格した。

## 代表歴
U-23代表として2011年東南アジア競技大会に参戦した。
A代表としては2014 FIFAワールドカップ・アジア1次予選や2018 FIFAワールドカップ・アジア予選に参戦した。また、東南アジアサッカー選手権にも出場した。

## 個人成績
A代表での得点一覧
| #  | 日附           | 場所                                                 | 対戦相手             | 得点 | 結果 | 大会                                   |
| -- | -------------- | ---------------------------------------------------- | -------------------- | ---- | ---- | -------------------------------------- |
| 1. | 2011年7月3日   | ヴィエンチャン・ニュー・ラオス・ナショナルスタジアム | ラオス               | 2-1  | 6-2  | 2014 FIFAワールドカップ・アジア1次予選 |
| 2. | 2014年10月20日 | ヴィエンチャン・アヌウォン・スタジアム               | ブルネイ             | 1-0  | 1-0  | 2014 AFFスズキカップ予選               |
| 3. | 2016年6月2日   | 高雄市・高雄国家体育場                               | チャイニーズタイペイ | 2-2  | 2-2  | 2019AFCアジアカップ予選                |
| 4. | 2016年10月15日 | プノンペン・オリンピックスタジアム                   | ラオス               | 2-1  | 2-1  | 2016 AFFスズキカップ予選               |